# Competición de tiro con rifle de aire a 10 m (Federación Internacional de Tiro Deportivo)

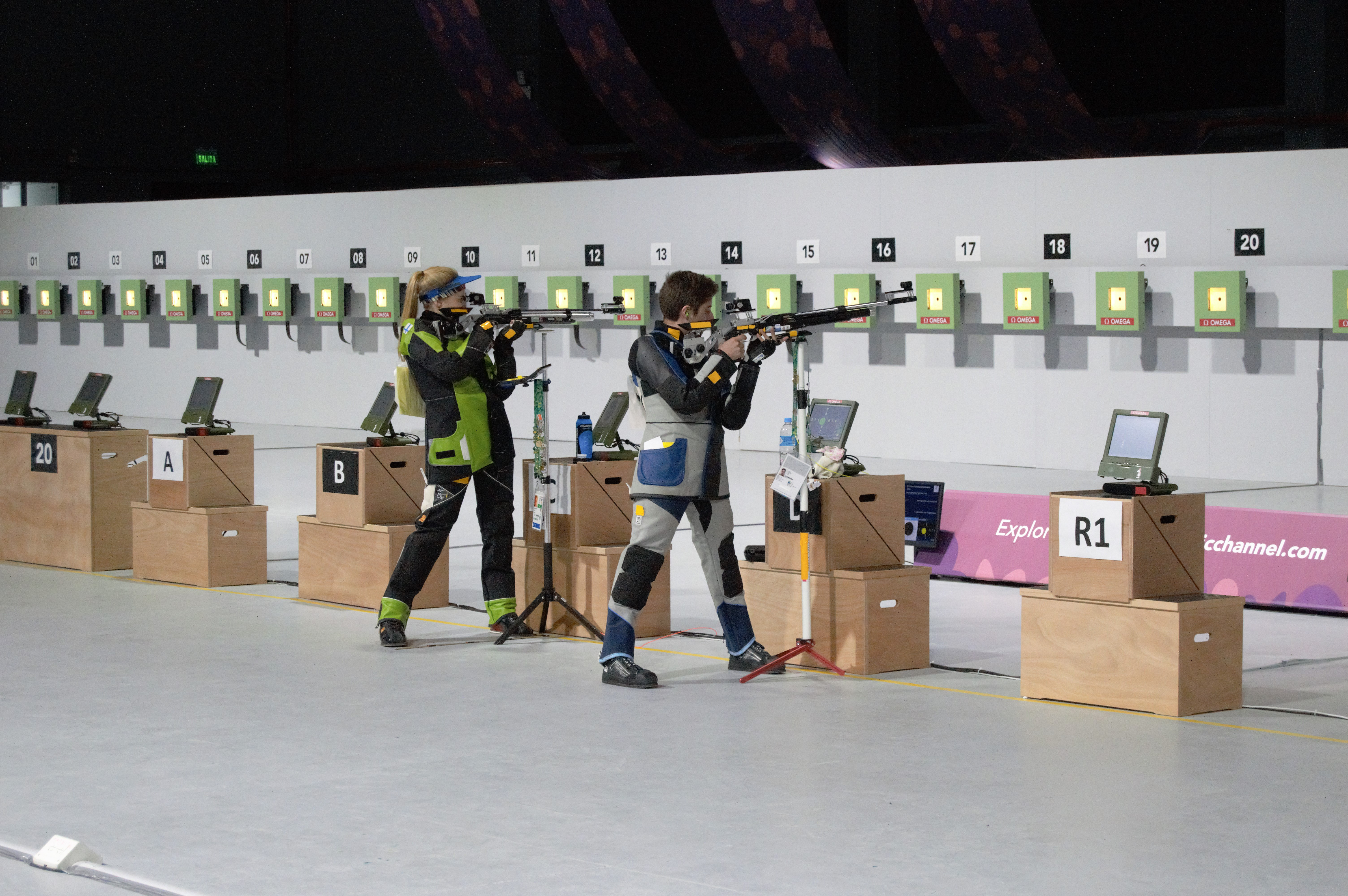
Participantes de la competición realizando la prueba.

El rifle de aire de 10 metros es un evento de tiro de la Federación Internacional de Deportes de Tiro (ISSF), que se dispara a una distancia de 10 metros (10,94 yardas) desde una posición de pie con un rifle de aire de calibre 4,5 mm (0,177 pulgadas) con un peso máximo de 5,5 kg ( 12,13 libras). Se permite el uso de ropa especializada para mejorar la estabilidad de la posición de tiro y prevenir lesiones crónicas en la espalda que pueden ser causadas por la carga asimétrica de desplazamiento en la columna cuando el rifle se mantiene en posición. Es uno de los eventos de tiro regidos por la ISSF incluidos en los Juegos Olímpicos.
Los tiros se realizan solo desde la posición de pie, a diferencia de otras disciplinas de tiro con pistola de aire comprimido, como en tres posiciones (popular en los Estados Unidos) o en deportes para discapacitados.
Las principales competiciones son los Juegos Olímpicos cada cuatro años y los Campeonatos Mundiales de Tiro de la ISSF cada cuatro años (los Juegos y los Campeonatos se llevan a cabo con dos años de diferencia). Además, el evento está incluido en la serie de la Copa del Mundo de la ISSF, la Final de la Copa del Mundo de la ISSF, en los campeonatos continentales y en muchas otras competiciones internacionales y nacionales. Es un deporte de interior. En muchos clubes y campos, ahora se utilizan objetivos electrónicos en lugar de los tradicionales objetivos de papel.
Las puntuaciones en rifle de aire comprimido de 10 metros han mejorado rápidamente durante las últimas décadas. Durante la década de 1970, los avances técnicos en los rifles de aire de competición empleados hicieron que la unión internacional de tiro, conocida en ese entonces como la UIT, pero hoy la Federación Internacional de Tiro Deportivo (ISSF), decida reducir el tamaño del objetivo de rifle de aire de 10 metros a su tamaño actual. dimensiones.
- Datos: Q842208